# Vitalij Vlasenko
Vitalij Dmitrijevič Vlasenko (rusky Виталий Дмитриевич Власенко, ukrajinsky Віталій Дмитрович Власенко; * 12. září 1964, Kyjev, Sovětský svaz) je ukrajinský malíř a teoretik umění, průkopník nanotechnologického uměleckého díla a transpersonalního luminizmu. Zakladatel nanoobrazu a malíř akvarelů.

## Život
Narodil se ve městě Kyjev v rodině inženýrů a geodetů. V raném věku ukončil Kyjevskou uměleckou školu, poté studoval na Kyjevské národní technické univerzitě stavebnictví a architektury, kterou ukončil s červeným diplomem. Na vysoké škole coby student pracoval jako sportovní trenér fitnessu a závodně soutěžil. V době studia se podílel mimo jiné jako dobrovolník na záchranných pracích při havárii v Černobylu a v Arménii po škodách způsobených zemětřesením. V letech 1982–1985 působil ve vojenském námořnictvu u speciální jednotky potápěčů. V roce 1989 navštívil Čínu, odkud se rozhodl vrátit zpátky do Evropy. V roce 1993 se přestěhoval, žil nejprve v Německu a o rok později, v roce 1994, se přestěhoval do Prahy. Z Prahy příležitostně cestuje po světě, kde pracuje a realizuje své umělecké projekty. Při cestovaní trempuje ve volné přírodě. Jeho neoblíbenější destinací je Japonsko, které pravidelně navštěvuje. Nejvíce pobývá v Tokiu a v Kyotu. Má dvě děti, syna Stanislava Vlasenka a dceru Kiru Vlasenkovou. Od roku 2014 se věnuje aktivitám kolem ukrajinské krize.Sbírá knihy popravených ruských a ukrajinských básníků. Archivuje fonotéku skladatele Valentýna Silvestrova. Stále se věnuje sportovním a společenským aktivitám.

## Galerie

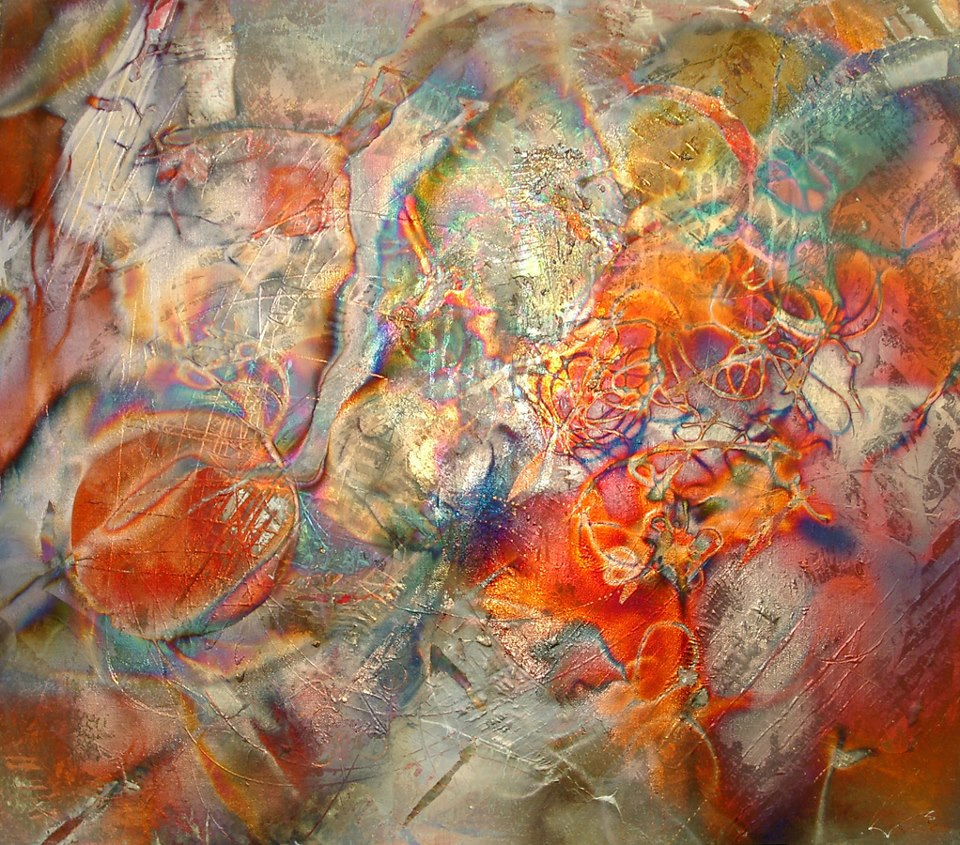
Mlhovina mysli, 1999–2001, Praha in Heart Art Gallery
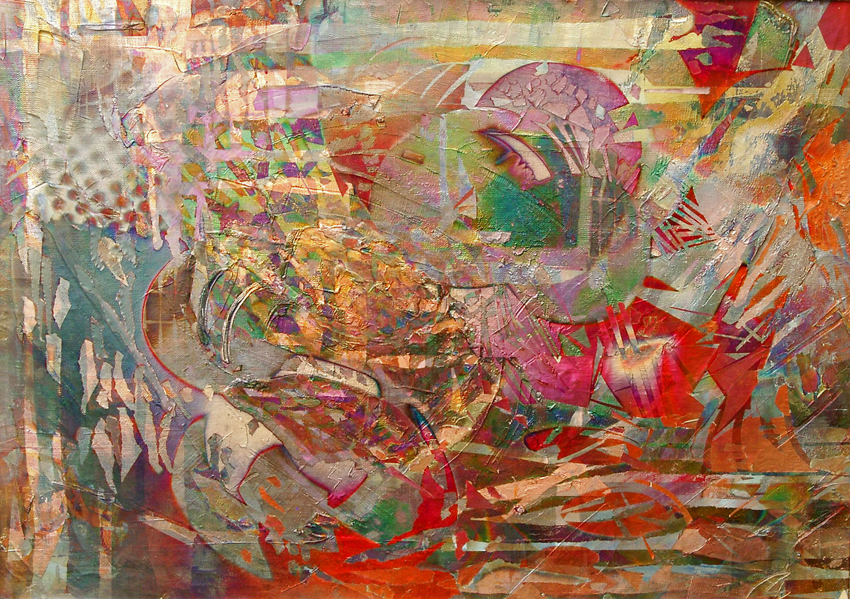
60x100cm, Kyjev, Nanoobraz
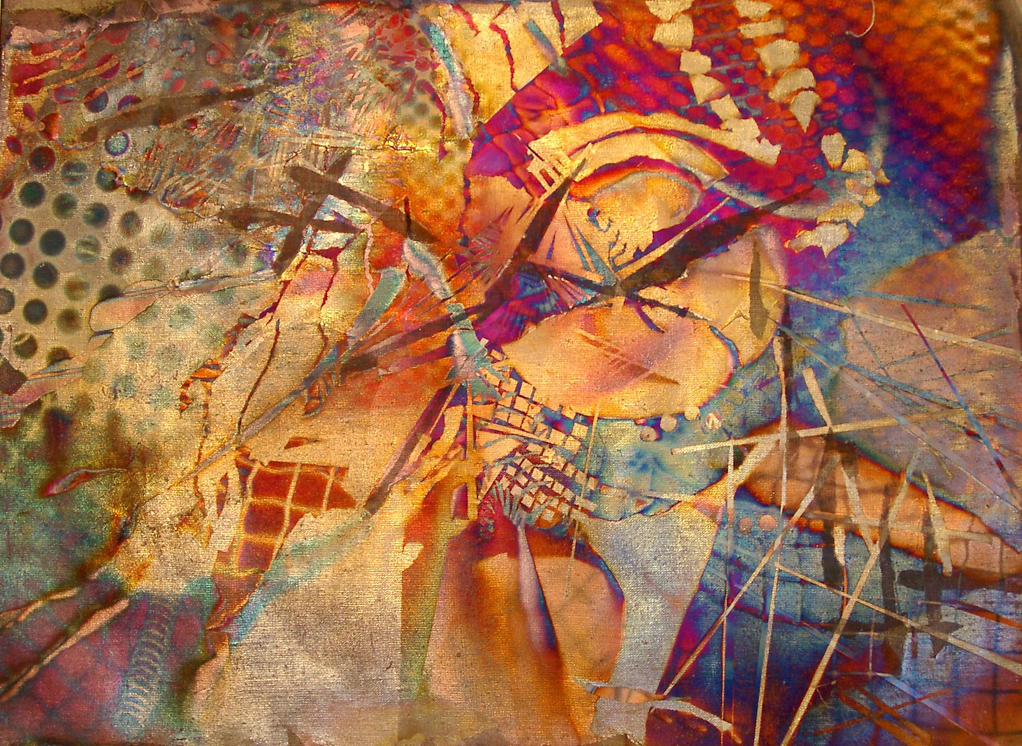
70x120cm, Kyjev, Nanoobraz
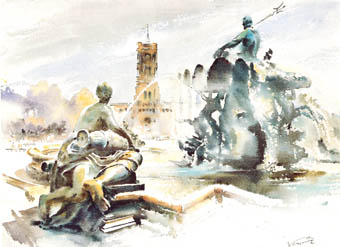
Berlin, 1991, Aquarel
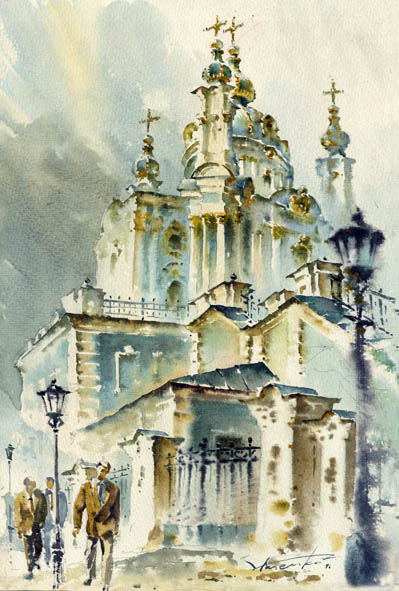
Kyjevskopečerská lávra, Kyjev, 1987, Aquarel
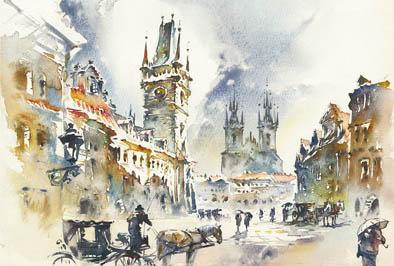
Staroměstské náměstí, Praha 2002, Aquarel